# Grup espinorial
En matemàtiques un  grup espinorial   Spin(n) és una doble coberta particular del grup ortogonal especial  SO(n,R ). És a dir, hi ha una seqüència exacta curta de grups de Lie:

{\displaystyle 1\to \mathbb {Z} _{2}\to \operatorname {Spin} (n)\to \operatorname {SO} (n)\to 1}

Per  n > 2, Spin(n)  és connex així que coincideix simplement amb el coberta universal de SO(n , R ). Com a grup de Lie Spin (n) per tant comparteix la seva dimensió  n  ( n  - 1)/2 i el seu àlgebra de Lie amb el grup ortogonal especial.
Spin (n) es pot construir com el subgrup dels elements invertibles en l'àlgebra de Clifford  C  ( n ).